# François Guillaume de Clermont
François Guillaume de Castelnau-Clermont-Lodève (ur. 1480 w Clermont-l’Hérault, zm. 2 marca 1541 w Awinionie) – francuski kardynał.

## Życiorys
Pochodził ze szlacheckiej rodziny. Jego ojciec Pierre Guillaume de Castelnau był Wielkim Seneszalem Francji. Został przeznaczony do stanu duchownego. Studiował teologię pod okiem swojego wuja, kardynała Georges d’Armagnac. 17 listopada 1501 został mianowany administratorem diecezji Saint-Pons-de-Thomières, a po zaledwie kilku miesiącach (22 czerwca 1502) uzyskał promocję do archidiecezji Narbonne, pomimo że nie miał jeszcze wówczas święceń kapłańskich. Papież Juliusz II na konsystorzu 29 listopada 1503 mianował go kardynałem prezbiterem.
Jak wielu kardynałów z początku XVI wieku kumulował w swych rękach wiele kościelnych beneficjów. Był arcybiskupem Auch (1507–1538) oraz biskupem Senez (1508–1509), Valence (1523–1531 i Agde (od 1531). W latach 1511–1514 i 1534–1539 ponownie był administratorem Saint Pons de Tomières. Ambasador króla Francji Ludwika XII wobec papieża Juliusza II od 1507 roku. 29 czerwca 1510 został na krótko aresztowany za próbę opuszczenia Rzymu bez zgody papieża. Komendatariusz wielu opactw, klasztorów i pomniejszych beneficjów. Nie uczestniczył w konklawe 1513 i Konklawe 1521–1522, brał natomiast udział w wyborze Klemensa VII w 1523. Legat w Awinionie od 1513 roku aż do śmierci. Protoprezbiter Św. Kolegium Kardynałów od czerwca 1521 do grudnia 1523. W latach 1522–1523 ponownie był francuskim ambasadorem w Rzymie. 18 grudnia 1523 został kardynałem biskupem diecezji suburbikarnej Frascati. Spóźnił się na konklawe 1534, przybywając już po wyborze Alessandro Farnese na papieża Pawła III.